# Лимба (Камерун)
Лимба (или Малимба) — народ Камеруна. Они относятся к надгруппе сава, которые живут на побережье Камеруна.

## История и География
Лимба и дуала ведут своё происхождение, по устным преданиям, от мужчины по имени Мбеди. Его сыновья Евале и Дибонго начали путешествие из места, называющегося пити на реке Дивамба. Евале пошёл со своими последователями вверх по течению реки и потом на северо-запад к реке Воури. Дибонго и его товарищи отправились на юго-запад к реке Санага и потом разделились: одни вместе с Дибонго пошли вверх по течению, другие с мужчиной по имени Елимбе пошли вниз. Народ Эвале стал Дуала, а народ Дибонго — Лимба.
Территория Лимба лежит к юго-западу от Дуала, в прибрежной провинции Камеруна. Основное занятие лимба - рыболовство.
Лимба процветали как торговцы в 16-м и 17-м веках. Они покупали рабов и ремесленные изделия у народов, живущих в глубине страны, и продавали их европейцам, сначала на их кораблях, а потом в собственных магазинах. В обмен европейцы поставляли алкоголь, порох, огнестрельное оружие, обувь и ткани. Когда король Лимба Пасс Алл отдал французам свои земли, англичане решили завоевать находящиеся севернее земли дуала. Однако в июле 1884 года Густав Нахтигалль аннексировал все земли Камеруна для Германской Империи.

## Культура
Малимба является языком банту Нигеро-конголезской языковой семьи. Говорящим на языке малимба несложно понять дуала. Лимба часто используют дуала и мокпве как языки для переговоров, так как они широко распространились благодаря ранними миссионерам. Люди, которые жили в городах или учились в школах также умеют говорить по-французски.
Лимба участвуют в ежегодном ндонго, традиционном фестивале всех прибрежных народов Камеруна, во время которого участники коммуницируют с предками и просят их о защите и помощи. Фестиваль также включает вооруженную борьбу и традиционный рестлинг. Мро´о объединяет бакоко, бакбери и лимба у Эдеи. Фестиваль чтит память предков и позволяет участникам воспринимать проблемы, с которыми сталкиваются дуала и человечество как одно целое.